# レイズ (地質学)
レイズ（英語: Laze）は「Lava haze」（溶岩性ヘイズ）のことで、灼熱の溶岩が冷たい海水に入ったときに発生する蒸気の爆発で発生する酸性雨と大気汚染のことである。
レイズは溶岩と冷たい海水との相互作用で発生するもので、火山の割れ目から発生する「ヴォグ」とは異なる。

## 参照
1. ↑  Volcanic Air Pollution—A Hazard in Hawai`i